# Qinshuiacris viridis
Qinshuiacris viridis är en insektsart som beskrevs av Zheng, Z. och B. Mao 1996. Qinshuiacris viridis ingår i släktet Qinshuiacris och familjen gräshoppor. Inga underarter finns listade i Catalogue of Life.